# Ulf Bohla
Ulf Bohla (* 11. Mai 1943 in Bad Landeck, Schlesien) ist ein deutscher Wirtschafts- und Industriemanager.
Von 1965 bis 1970 studierte er Elektrotechnik an der TU Hannover. Anschließend begann er als Dipl.-Ing. bei der IBM Deutschland GmbH, wo er 1982 Geschäftsstellenleiter Telekommunikation wurde. Im folgenden Jahr wurde er Assistent des Chairman of the Board bei der IBM Corp. in Armonk im US-Bundesstaat New York. Ab 1985, wieder bei der IBM Deutschland, war er Direktor Telekommunikation und Services und stieg vier Jahre später zum Leiter der IBM-Region Norddeutschland auf.
1991 wurde er bei der amerikanischen IBM-Zentrale zum Vice President mit der Zuständigkeit für International Marketing Operations ernannt und wurde zwei Jahre später bei der IBM Europe General Manager für Telecommunications and Media.
Im Juli 1994 wechselte er zur zwei Jahre zuvor gegründeten VEBA-Tochter Vebacom GmbH (ab März 1997: o.tel.o) in Düsseldorf, übernahm dort den Vorsitz der Geschäftsführung und war zuständig für die Bereiche strategische Planung, Recht, Regulierung und Interconnection. Im Juli 1998 trat Thomas Geitner hier seine Nachfolge an.
Um 1996 war er Mitglied des Verwaltungsrats der Cablecom Holding AG in Frauenfeld und um 1998 im Verwaltungsrat des amerikanischen Unternehmens LHS.
Bei der 1998 gegründeten New Identity Agency GbR (seit Oktober 2000 eine Aktiengesellschaft unter New Identity AG) in Mainz wurde er Aufsichtsratsvorsitzender. Im Mai 2008 ging er in den Ruhestand.